# Vireó coronat
El vireó coronat (Hylophilus poicilotis) és una espècie d'ocell pertanyent a la família Vireonidae.

## Hàbitat
Es troba a l'Argentina, Bolívia, Brasil, i Paraguai; en regions i també en regions al sud del Pantanal surrounding the riu Paraguai.
És natural també les regions del sud del Pantanal entorn de la riu Paraguai. El seu hàbitat natural aiguamolls subtropicals o tropicals de les planes i antics boscos degradats.